# Going Postal
Going Postal è il 33° romanzo di Terry Pratchett ambientato nel Mondo Disco. È stato pubblicato per la prima volta in Gran Bretagna il 25 settembre 2004.
Un fatto insolito per questo romanzo, rispetto al resto della produzione di Pratchett, è che Going Postal è suddiviso in capitoli, con un breve riassunto iniziale, in modo conforme a certa letteratura ottocentesca e in particolare ai romanzi di Jules Verne. 
Il nome viene dallo slang americano "Going postal", simile a going mental (diventare pazzi), per indicare quando una persona diviene improvvisamente furiosa; il titolo è un gioco di parole tra questa espressione e i problemi pazzeschi dell'ufficio postale della città di Ankh-Morpork. L'intero romanzo è una parodia e un rifiuto delle tesi del romanzo La rivolta di Atlante (Atlas Shrugged) di Ayn Rand.

## Trama
Moist von Lipwig è un artista della truffa di alto livello: educato, incantevole, di grande inventiva, e, malgrado tutto ciò, imprigionato nelle segrete del Patrizio. Il quale gli pone un'interessante alternativa: scegliere la libertà e, contemporaneamente, la propria morte, oppure accettare l'incarico di rimettere in sesto il dissestatissimo sistema postale di Ankh-Morpork. 
Moist sceglie la seconda possibilità e scopre che i suoi quattro predecessori sono morti in circostanze misteriose, tutti il mese precedente; che gli uffici sono depositi archeologici di lettere mai consegnate; che c'è una stanza chiusa; una donna incontrata per strada parla (con grande goduria) di una maledizione delle poste, etc. 
Riuscirà il nostro eroe a rimettere in funzione la macchina burocratica, a rimotivare i propri dipendenti, a consegnare le lettere, a ricostituire un sistema postale degno di questo nome? E a sopravvivere? 
Nel doppio prologo vengono mostrati altri due elementi portanti della storia: uno sono i golem, e il loro "sindacato"; l'altro sono le torri per le comunicazioni, le persone che le hanno ideate e le persone che, invece, ora, le posseggono. Queste ultime - in particolare Reacher Gilt - non gradiscono il ritorno della Posta, né altre forme di ciò che altri chiamerebbero libera concorrenza...
Infine, la gente che ora possiede le compagnie delle torri non piace alle persone che lavorano nelle torri, persone che hanno sviluppato, insieme alle torri, una visione del mondo particolare, persino più strana di quella dei maghi. Chi è "The Smoking GNU"? 
Il romanzo è pieno di riferimenti parodistici ai computer e a internet, inclusi GNU, i crackers, la compagnia telefonica AT&T, L'isola del tesoro (il cacatoa di Reacher Gilt) e il detto "The Smoking Gun" (la pistola fumante). Sono presenti anche riferimenti ironici alle Leggi della Robotica di Isaac Asimov e al Signore degli Anelli, nella versione cinematografica di Peter Jackson (la sfera in cui compare un enorme occhio arrossato - seguito subito dopo da un naso egualmente arrossato).

## Personaggi
- Moist von Lipwig: il protagonista. Intelligente, astuto e rapido di pensiero, è un truffatore di grande eleganza.
- Lord Havelock Vetinari: il Patrizio di Ankh-Morpork
- Mr Pump: golem
- Tolliver Groat: il più vecchio tra gli impiegati delle poste.
- Stanley Howler: giovane impiegato delle poste e collezionista maniacale di spilli.
- Ms. Adora Belle Dearheart: amministratrice del Golem Trust (Sindacato dei Golem?)
- Reacher Gilt: pirata finanziario (la benda sull'occhio e il pappagallo sono due indizi da considerare con una certa attenzione).

## Edizioni
- Terry Pratchett, Going Postal, Doubleday,  p. 352, ISBN 0-385-60342-8.